# Samara Joy
Samara Joy McLendon (Bronx, 11 de novembro de 1999) é uma cantora e compositora estadunidense com notoriedade como vocalista de jazz. Joy lançou seu álbum de estreia em 2021 e foi indicada ao prêmio de "Melhor Artista Revelação" pela revista JazzTimes. Seu segundo álbum de estúdio, Linger Awhile, foi lançado em setembro de 2022 e recebeu o prêmio de Melhor Álbum Vocal de Jazz no Grammy Awards de 2023, mesma ocasião em que Joy foi vencedora da categoria Melhor Artista Revelação.

## Biografia
Samara Joy McLendon nasceu em 11 de novembro de 1999 em uma família de seio musical do bairro de Castle Hill, no borough nova-iorquino do Bronx. Seus avós paternos, Elder Goldwire e Ruth McLendon, foram os fundadores do grupo gospel da Filadélfia, The Savettes. Seu avô, Elder Goldwire McLendon, também foi finalista da 3ª temporada do Sunday Best, programa de calouros voltado à música gospel produzido pela Black Entertainment Television. Seu pai é um vocalista e baixista que participou de turnês com o cantor gospel Andraé Crouch e outros destacados nomes do cenário musical afro-americano como The Clark Sisters e artistas da Motown Records.
Joy frequentou a Fordham High School for the Arts, tendo participado da banda de jazz da instituição. Durante esse tempo, a jovem artista venceu o prêmio de Melhor Vocalista no festival Essentially Ellington, uma competição de ensino médio organizada pelo Jazz at Lincoln Center em homenagem ao legado de Duke Ellington.
Joy teve seu primeiro contato maduro com o jazz de uma maneira significativa quando matriculou-se no programa de jazz na Universidade do Estado de Nova Iorque como especialista em voz. Através de amigos pessoais que também cursavam este programa, Joy teve acesso maior à discografia de grandes vocalistas de jazz como Sarah Vaughan e Ella Fitzgerald e instrumentistas como Kenny Washington, Jon Faddis (com quem ela estudou) e Ingrid Jensen.

## Carreira
Em 2019, ainda assinando como Samara McLendon, a vocalista venceu o "Festival Internacional de Voz Sarah Vaughan" e pouco tempo depois iniciou uma colaboração com o produtor musical Matt Pierson que resultou no lançamento de seu álbum de estreia autointitulado enquanto ainda estava na universidade. Samara Joy foi lançado em 9 de julho de 2021 pela Whirlwind Recordings e rendeu-lhe uma indicação ao prêmio de Melhor Artista Revelação pela revista especializada JazzTimes. Em fevereiro de 2021, Joy participou do videoclipe de "Summertime" de Porgy and Bess, produzido pela companhia de teatro musical nova-iorquina Women of Color on Broadway, Inc. Em uma entrevista, a diretora de cinema Regina King comentou que Joy parecia ter "Sarah Vaughan e Ella Fitzgerald vivendo em seu corpo".
Joy lançou uma série de apresentações de vídeo virais, incluindo uma que foi visualizada por mais de 1,5 milhão de vezes em outubro de 2020. Após a viralização destes vídeos, Joy alcançou a marca de 200.000 seguidores no TikTok em novembro de 2022. Em parte devido a esse sucesso viral, a cantora empreendeu uma turnê pela Europa, incluindo uma série de concertos com ingressos esgotados na Itália e na Áustria. Entre 2021 e 2022, Joy fez uma turnê pelos Estados Unidos, incluindo uma apresentação no Monterey Jazz Festival e no Lincoln Center Summer For The City's Jazz Underground e outros festivais de renome.
Em 15 de fevereiro de 2022, Joy apresentou-se no programa televisivo matinal Today com o guitarrista Pasquale Grasso, sendo convidada novamente da atração em setembro do mesmo ano. Em 16 de setembro de 2022, Joy lançou seu segundo álbum de estúdio, Linger Awhile, pela Verve Records. O álbum apresenta o baterista Kenny Washington, o guitarrista Pasquale Grasso, o pianista Ben Paterson e o baixista David Wong.

## Discografia

### Como artista principal
- Samara Joy (2021)
- Linger Awhile (2022)

### Como artista convidada
| Título               | Ano  | Artista(s)                            | Álbum                |
| -------------------- | ---- | ------------------------------------- | -------------------- |
| "Summertime"         | 2021 | Ayanna Fowler, Barbara Douglas        | —                    |
| "If You Were Mine"   | 2021 | Bruce Harris Quartet                  | Soundview            |
| "Bird of Red"        | 2021 | Bruce Harris Quartet                  | Soundview            |
| "Django's Lullaby"   | 2021 | Ruben Fox                             | Introducing...       |
| "So Much Joy"        | 2021 | Ruben Fox, Shenel Johns, Vuyo Sotashe | Introducing...       |
| "Fragile"            | 2021 | Eric Wyatt                            | A Song of Hope       |
| "Say Her Name"       | 2021 | Eric Wyatt                            | A Song of Hope       |
| "Solitude"           | 2021 | Pasquale Grasso                       | Pasquale Plays Duke  |
| "I'm in a Mess"      | 2022 | Pasquale Grasso                       | Be-Bop!              |
| "In Heaven"          | 2022 | Julius Rodriquez                      | Let Sound Tell All   |
| "Two Hearts (Lawns)" | 2022 | Terri Lyne Carrington, Ravi Coltrane  | New Standards Vol. 1 |